# نساء صغيرات (فلم 1994)
نساء صغيرات (بالإنجليزية: Little Women) هو فيلم دراما تم إنتاجه في الولايات المتحدة وصدر في سنة 1994. الفيلم من إخراج جيليان آرمسترونغ من بطولة وينونا رايدر وسوزان سارندون وكلير دينس وكريستين دانست وكريستيان بيل.

## الممثلون والشخصيات
- وينونا رايدر
- غابريل بيرن
- سامانثا ماثيس
- كريستين دانست
- كلير دينس
- كريستيان بيل
- سوزان سارندون

## الميزانية والإيرادات
بلغت تكلفة إنتاج الفيلم حوالي 18 مليون دولار بينما حقق أرباحا تقدر بـ 50,083,616 دولار.

## وصلات خارجية
- مقالات تستعمل روابط فنية بلا صلة مع ويكي بيانات